# Daniele Benati
Daniele Benati (Masone, 1953) è uno scrittore e traduttore italiano.

## Biografia
Ha insegnato in varie università in Irlanda e negli Stati Uniti d'America.
Ha collaborato alla rivista Il semplice (1995-97) con Gianni Celati ed Ermanno Cavazzoni dove ha pubblicato alcuni racconti e traduzioni  
e ha fatto parte, con Paolo Nori, della redazione della rivista L'accalappiacani (2006-2010).
Un suo racconto appare anche nell'antologia Narratori delle riserve, a cura di Celati, che riunisce prose scelte da quest'ultimo per una rubrica su Il manifesto (poi in volume presso Feltrinelli, 1992).
Ancora con Celati, ha curato Storie di solitari americani (Milano, Rizzoli, 2006), dove ha tradotto racconti di Mark Twain, Jack London, Sherwood Anderson, Ring Lardner, Delmore Schwartz e Flannery O'Connor.
Ha anche tradotto opere di Flann O'Brien (La miseria in bocca; Il boccale traboccante; L'ardua vita, Cronache dublinesi), James Joyce (Gente di Dublino), Ring Lardner (Tagliando i capelli), Tony Cafferky (Storie di identità), Seumas O'Kelly (La tomba del tessitore), Brian Friel (Tutto in ordine e al suo posto) e ha curato l'edizione americana di Carta canta, monologo teatrale di Raffaello Baldini (2000).
Il suo testo Cani dell'Inferno è risultato finalista al Premio Bergamo.
Ha scritto Opere complete di Learco Pignagnoli (Reggio Emilia: Aliberti, 2006).

## Opere
- Silenzio in Emilia, Milano: Feltrinelli, 1997; nuova edizione: Macerata, Quodlibet 2009
- Cani dell'inferno, Milano: Feltrinelli, 2004; nuova edizione: Macerata, Quodlibet 2018
- Opere complete di Learco Pignagnoli, Reggio Emilia, Aliberti 2006; nuova edizione accresciuta: Opere complete di Learco Pignagnoli e altre Opere complete, Macerata, Quodlibet 2022
- Un altro che non ero io, Reggio Emilia, Aliberti 2007; nuova edizione riveduta: Racconti, Reggio Emilia, Compagnia Editoriale Aliberti 2023
- Baltica 9. Guida ai misteri d'oriente (con Paolo Nori), Bari-Roma, Laterza 2009

## Traduzioni
- Tony Cafferky, Storie di identità, El bagatt, Bergamo 1987
- Castle Freeman, Via con me, Marcos y Marcos, Milano 2011
- Brian Friel, Tutto in ordine e al suo posto, traduzione, cura e postfazione di Daniele Benati, Marcos y Marcos, Milano 2017
- Ernest Hemingway, Uomini senza donne, traduzione, introduzione e cura di Daniele Benati, Compagnia Editoriale Aliberti, Reggio Emilia 2023
- James Joyce, Gente di Dublino, introduzione di Italo Svevo; traduzione e cura di Daniele Benati, Feltrinelli, Milano 1994
- Ring Lardner, Tagliando i capelli, traduzione e postfazione di Daniele Benati, Marcos y Marcos, Milano 2006
- Flann O'Brien
  - La miseria in bocca, prefazione di Gianni Celati; Feltrinelli, Milano 1987
  - L'ardua vita: esegesi dello squallore, con una nota di Gianni Celati, Giano, Varese 2002; nuova edizione con il titolo Vita dura, Neri Pozza, Vicenza 2009
  - Il boccale traboccante: le cronache dublinesi di Myles na Gopaleen, traduzione e postfazione di Daniele Benati, Giano, Varese 2005; nuova edizione con il titolo Cronache dublinesi, Neri Pozza, Vicenza 2008
- Seumas O'Kelly, La tomba del tessitore: una storia di vecchi, traduzione e cura di Daniele Benati, Quodlibet, Macerata 2011
- Storie di solitari americani, con un saggio di Gianni Celati; a cura di Gianni Celati e Daniele Benati; traduzioni di Daniele Benati e Gianni Celati, RadiciBUR, Milano 2006
- Miriam Toews
  - Mi chiamo Irma Voth, Marcos y Marcos, Milano 2012
  - Un tipo a posto, traduzione di Daniele Benati e Paola Lasagni, Marcos y Marcos, Milano 2013
- E. C. Segar, Bernice, la gallina fischiona, con la collaborazione di Paolo Pergola, numero speciale della rivista L'accalappiacani, DeriveApprodi, Roma 2009; nuova edizione, con traduzione e postfazione di Daniele Benati, Oblomov Edizioni, Milano 2018